# Adriática Iónica 2021
La 3.ª edición de la competición ciclista Adriática Iónica (oficialmente: Adriatica Ionica Race) fue una carrera de ciclismo en ruta por etapas que se celebró entre el 15 y el 17 de junio de 2021 en Italia, con inicio en la ciudad de Trieste y final en la ciudad de Comacchio sobre un recorrido de 491 km.
La carrera hizo parte del UCI Europe Tour 2021 dentro de la categoría UCI 2.1 y fue ganada por el italiano Lorenzo Fortunato del EOLO-KOMETA seguido del eritreo Merhawi Kudus y el kazajo Vadim Pronskiy, ambos del Astana-Premier Tech.

## Equipos participantes
Tomaron parte en la carrera 16 equipos, de los cuales 1 es de categoría UCI WorldTeam, 6 de categoría UCI ProTeam, 7  de categoría Continental y 2 selecciones nacionales, quienes conformaron un pelotón de 110 ciclistas de los cuales terminaron 88. Los equipos participantes fueron:
| WorldTeam- Astana-Premier Tech ProTeams (6)- Androni Giocattoli-Sidermec - Bardiani CSF Faizanè - Eolo-Kometa - Gazprom-RusVelo - Team Novo Nordisk - Vini Zabù Equipos continentales (7)- Team Colpack-Ballan - Cycling Team Friuli ASD - General Store Essegibi F.lli Curia - Iseo Serrature-Rime-Carnovali - Tirol KTM Cycling Team - Work Service-Marchiol-Dynatek - Zalf Euromobil Fior Equipos nacionales (2)- Colombia - Italia |
| |

## Recorrido
| Etapa     | Fecha     | Recorrido                      | type             | Distancia (km) | Ganador           | Líder             |
| --------- | --------- | ------------------------------ | ---------------- | -------------- | ----------------- | ----------------- |
| 1.ª etapa | 15 de jun | Trieste – Aviano               | etapa llana      | 185,3          | Elia Viviani      | Elia Viviani      |
| 2.ª etapa | 16 de jun | Vittorio Veneto – Monte Grappa | etapa de montaña | 148,2          | Lorenzo Fortunato | Lorenzo Fortunato |
| 3.ª etapa | 17 de jun | Ferrara – Comacchio            | etapa llana      | 157,5          | Elia Viviani      | Lorenzo Fortunato |

## Desarrollo de la carrera

### 1.ª etapa
| Trieste - Aviano | etapa llana | (185,3 km) |

| \| Clasificación de la etapa \| Clasificación de la etapa \| Clasificación de la etapa \| Clasificación de la etapa \| Clasificación de la etapa \| \| Ciclista \| Ciclista \| Equipo \| Tiempo \| \| \| ------------------------- \| ------------------------- \| ----------------------------- \| ------------------------- \| ------------------------- \| \| 1.º \| Elia Viviani \| Italia \| 4 h 02 min 02 s \| \| \| 2.º \| Davide Persico \| Colpack-Ballan \| + 0 s \| \| \| 3.º \| Luca Pacioni \| Eolo-Kometa \| + 0 s \| \| \| 4.º \| Jakub Mareczko \| Vini Zabù \| + 0 s \| \| \| 5.º \| Enrico Zanoncello \| Bardiani CSF Faizanè \| + 0 s \| \| \| 6.º \| Andrea d' Amato \| Iseo-Rime-Carnovali \| + 0 s \| \| \| 7.º \| Davide Boscaro \| Colpack-Ballan \| + 0 s \| \| \| 8.º \| Matteo Furlan \| Iseo-Rime-Carnovali \| + 0 s \| \| \| 9.º \| Davide Martinelli \| Astana-Premier Tech \| + 0 s \| \| \| 10.º \| Stefano Di Benedetto \| Work Service-Marchiol-Dynatek \| + 0 s \| \| |                      |                               |                 |
| |                      |                               |                 |
| Fuente: ProCyclingStats |                      |                               |                 |
| Clasificación de la etapa |                      |                               |                 |
| Ciclista | Ciclista             | Equipo                        | Tiempo          |
| 1.º | Elia Viviani         | Italia                        | 4 h 02 min 02 s |
| 2.º | Davide Persico       | Colpack-Ballan                | + 0 s           |
| 3.º | Luca Pacioni         | Eolo-Kometa                   | + 0 s           |
| 4.º | Jakub Mareczko       | Vini Zabù                     | + 0 s           |
| 5.º | Enrico Zanoncello    | Bardiani CSF Faizanè          | + 0 s           |
| 6.º | Andrea d' Amato      | Iseo-Rime-Carnovali           | + 0 s           |
| 7.º | Davide Boscaro       | Colpack-Ballan                | + 0 s           |
| 8.º | Matteo Furlan        | Iseo-Rime-Carnovali           | + 0 s           |
| 9.º | Davide Martinelli    | Astana-Premier Tech           | + 0 s           |
| 10.º | Stefano Di Benedetto | Work Service-Marchiol-Dynatek | + 0 s           |

| \| Clasificación general \| Clasificación general \| Clasificación general \| Clasificación general \| Clasificación general \| \| Ciclista \| Ciclista \| Equipo \| Tiempo \| \| \| --------------------- \| --------------------- \| ----------------------------- \| --------------------- \| --------------------- \| \| 1.º \| Elia Viviani \| Italia \| 4 h 01 min 52 s \| \| \| 2.º \| Davide Persico \| Colpack-Ballan \| + 4 s \| \| \| 3.º \| Luca Pacioni \| Eolo-Kometa \| + 6 s \| \| \| 4.º \| Jakub Mareczko \| Vini Zabù \| + 10 s \| \| \| 5.º \| Enrico Zanoncello \| Bardiani CSF Faizanè \| + 10 s \| \| \| 6.º \| Andrea d' Amato \| Iseo-Rime-Carnovali \| + 10 s \| \| \| 7.º \| Davide Boscaro \| Colpack-Ballan \| + 10 s \| \| \| 8.º \| Matteo Furlan \| Iseo-Rime-Carnovali \| + 10 s \| \| \| 9.º \| Davide Martinelli \| Astana-Premier Tech \| + 10 s \| \| \| 10.º \| Stefano Di Benedetto \| Work Service-Marchiol-Dynatek \| + 10 s \| \| |                      |                               |                 |
| |                      |                               |                 |
| Fuente: ProCyclingStats |                      |                               |                 |
| Clasificación general |                      |                               |                 |
| Ciclista | Ciclista             | Equipo                        | Tiempo          |
| 1.º | Elia Viviani         | Italia                        | 4 h 01 min 52 s |
| 2.º | Davide Persico       | Colpack-Ballan                | + 4 s           |
| 3.º | Luca Pacioni         | Eolo-Kometa                   | + 6 s           |
| 4.º | Jakub Mareczko       | Vini Zabù                     | + 10 s          |
| 5.º | Enrico Zanoncello    | Bardiani CSF Faizanè          | + 10 s          |
| 6.º | Andrea d' Amato      | Iseo-Rime-Carnovali           | + 10 s          |
| 7.º | Davide Boscaro       | Colpack-Ballan                | + 10 s          |
| 8.º | Matteo Furlan        | Iseo-Rime-Carnovali           | + 10 s          |
| 9.º | Davide Martinelli    | Astana-Premier Tech           | + 10 s          |
| 10.º | Stefano Di Benedetto | Work Service-Marchiol-Dynatek | + 10 s          |

### 2.ª etapa
| Vittorio Veneto - Monte Grappa | etapa de montaña | (148,2 km) |

| \| Clasificación de la etapa \| Clasificación de la etapa \| Clasificación de la etapa \| Clasificación de la etapa \| Clasificación de la etapa \| \| Ciclista \| Ciclista \| Equipo \| Tiempo \| \| \| ------------------------- \| ------------------------- \| ----------------------------- \| ------------------------- \| ------------------------- \| \| 1.º \| Lorenzo Fortunato \| Eolo-Kometa \| 3 h 58 min 38 s \| \| \| 2.º \| Merhawi Kudus \| Astana-Premier Tech \| + 1 s \| \| \| 3.º \| Vadim Pronskiy \| Astana-Premier Tech \| + 3 s \| \| \| 4.º \| Giovanni Carboni \| Bardiani CSF Faizanè \| + 7 s \| \| \| 5.º \| Filippo Zana \| Bardiani CSF Faizanè \| + 35 s \| \| \| 6.º \| Alessandro Monaco \| Bardiani CSF Faizanè \| + 40 s \| \| \| 7.º \| Luca Covili \| Bardiani CSF Faizanè \| + 1 min 07 s \| \| \| 8.º \| Eduardo Sepúlveda \| Androni Giocattoli-Sidermec \| + 1 min 19 s \| \| \| 9.º \| Andrea Garosio \| Bardiani CSF Faizanè \| + 1 min 27 s \| \| \| 10.º \| Davide Rebellin \| Work Service-Marchiol-Dynatek \| + 1 min 32 s \| \| |                   |                               |                 |
| |                   |                               |                 |
| Fuente: ProCyclingStats |                   |                               |                 |
| Clasificación de la etapa |                   |                               |                 |
| Ciclista | Ciclista          | Equipo                        | Tiempo          |
| 1.º | Lorenzo Fortunato | Eolo-Kometa                   | 3 h 58 min 38 s |
| 2.º | Merhawi Kudus     | Astana-Premier Tech           | + 1 s           |
| 3.º | Vadim Pronskiy    | Astana-Premier Tech           | + 3 s           |
| 4.º | Giovanni Carboni  | Bardiani CSF Faizanè          | + 7 s           |
| 5.º | Filippo Zana      | Bardiani CSF Faizanè          | + 35 s          |
| 6.º | Alessandro Monaco | Bardiani CSF Faizanè          | + 40 s          |
| 7.º | Luca Covili       | Bardiani CSF Faizanè          | + 1 min 07 s    |
| 8.º | Eduardo Sepúlveda | Androni Giocattoli-Sidermec   | + 1 min 19 s    |
| 9.º | Andrea Garosio    | Bardiani CSF Faizanè          | + 1 min 27 s    |
| 10.º | Davide Rebellin   | Work Service-Marchiol-Dynatek | + 1 min 32 s    |

| \| Clasificación general \| Clasificación general \| Clasificación general \| Clasificación general \| Clasificación general \| \| Ciclista \| Ciclista \| Equipo \| Tiempo \| \| \| --------------------- \| --------------------- \| ----------------------------- \| --------------------- \| --------------------- \| \| 1.º \| Lorenzo Fortunato \| Eolo-Kometa \| 8 h 00 min 30 s \| \| \| 2.º \| Merhawi Kudus \| Astana-Premier Tech \| + 5 s \| \| \| 3.º \| Vadim Pronskiy \| Astana-Premier Tech \| + 9 s \| \| \| 4.º \| Giovanni Carboni \| Bardiani CSF Faizanè \| + 17 s \| \| \| 5.º \| Filippo Zana \| Bardiani CSF Faizanè \| + 45 s \| \| \| 6.º \| Alessandro Monaco \| Bardiani CSF Faizanè \| + 50 s \| \| \| 7.º \| Luca Covili \| Bardiani CSF Faizanè \| + 1 min 17 s \| \| \| 8.º \| Eduardo Sepúlveda \| Androni Giocattoli-Sidermec \| + 1 min 29 s \| \| \| 9.º \| Andrea Garosio \| Bardiani CSF Faizanè \| + 1 min 37 s \| \| \| 10.º \| Davide Rebellin \| Work Service-Marchiol-Dynatek \| + 1 min 42 s \| \| |                   |                               |                 |
| |                   |                               |                 |
| Fuente: ProCyclingStats |                   |                               |                 |
| Clasificación general |                   |                               |                 |
| Ciclista | Ciclista          | Equipo                        | Tiempo          |
| 1.º | Lorenzo Fortunato | Eolo-Kometa                   | 8 h 00 min 30 s |
| 2.º | Merhawi Kudus     | Astana-Premier Tech           | + 5 s           |
| 3.º | Vadim Pronskiy    | Astana-Premier Tech           | + 9 s           |
| 4.º | Giovanni Carboni  | Bardiani CSF Faizanè          | + 17 s          |
| 5.º | Filippo Zana      | Bardiani CSF Faizanè          | + 45 s          |
| 6.º | Alessandro Monaco | Bardiani CSF Faizanè          | + 50 s          |
| 7.º | Luca Covili       | Bardiani CSF Faizanè          | + 1 min 17 s    |
| 8.º | Eduardo Sepúlveda | Androni Giocattoli-Sidermec   | + 1 min 29 s    |
| 9.º | Andrea Garosio    | Bardiani CSF Faizanè          | + 1 min 37 s    |
| 10.º | Davide Rebellin   | Work Service-Marchiol-Dynatek | + 1 min 42 s    |

### 3.ª etapa
| Ferrara - Comacchio | etapa llana | (157,5 km) |

| \| Clasificación de la etapa \| Clasificación de la etapa \| Clasificación de la etapa \| Clasificación de la etapa \| Clasificación de la etapa \| \| Ciclista \| Ciclista \| Equipo \| Tiempo \| \| \| ------------------------- \| ------------------------- \| ---------------------------------- \| ------------------------- \| ------------------------- \| \| 1.º \| Elia Viviani \| Italia \| 3 h 19 min 23 s \| \| \| 2.º \| Jakub Mareczko \| Vini Zabù \| + 0 s \| \| \| 3.º \| Davide Martinelli \| Astana-Premier Tech \| + 0 s \| \| \| 4.º \| Enrico Zanoncello \| Bardiani CSF Faizanè \| + 0 s \| \| \| 5.º \| Marco Canola \| Gazprom-RusVelo \| + 0 s \| \| \| 6.º \| Giulio Masotto \| Zalf Euromobil Fior \| + 0 s \| \| \| 7.º \| Matevž Govekar \| Tirol KTM Cycling Team \| + 0 s \| \| \| 8.º \| Luca Pacioni \| Eolo-Kometa \| + 0 s \| \| \| 9.º \| Vadim Pronskiy \| Astana-Premier Tech \| + 0 s \| \| \| 10.º \| Cristian Rocchetta \| General Store-F.lli Curia-Essegibi \| + 0 s \| \| |                    |                                    |                 |
| |                    |                                    |                 |
| Fuente: ProCyclingStats |                    |                                    |                 |
| Clasificación de la etapa |                    |                                    |                 |
| Ciclista | Ciclista           | Equipo                             | Tiempo          |
| 1.º | Elia Viviani       | Italia                             | 3 h 19 min 23 s |
| 2.º | Jakub Mareczko     | Vini Zabù                          | + 0 s           |
| 3.º | Davide Martinelli  | Astana-Premier Tech                | + 0 s           |
| 4.º | Enrico Zanoncello  | Bardiani CSF Faizanè               | + 0 s           |
| 5.º | Marco Canola       | Gazprom-RusVelo                    | + 0 s           |
| 6.º | Giulio Masotto     | Zalf Euromobil Fior                | + 0 s           |
| 7.º | Matevž Govekar     | Tirol KTM Cycling Team             | + 0 s           |
| 8.º | Luca Pacioni       | Eolo-Kometa                        | + 0 s           |
| 9.º | Vadim Pronskiy     | Astana-Premier Tech                | + 0 s           |
| 10.º | Cristian Rocchetta | General Store-F.lli Curia-Essegibi | + 0 s           |

## Clasificaciones finales
Las clasificaciones finalizaron de la siguiente forma:

### Clasificación general
| \| Clasificación general \| Clasificación general \| Clasificación general \| Clasificación general \| Clasificación general \| \| Ciclista \| Ciclista \| Equipo \| Tiempo \| \| \| --------------------- \| --------------------- \| ----------------------------- \| --------------------- \| --------------------- \| \| 1.º \| Lorenzo Fortunato \| Eolo-Kometa \| 11 h 19 min 56 s \| \| \| 2.º \| Merhawi Kudus \| Astana-Premier Tech \| + 2 s \| \| \| 3.º \| Vadim Pronskiy \| Astana-Premier Tech \| + 6 s \| \| \| 4.º \| Giovanni Carboni \| Bardiani CSF Faizanè \| + 17 s \| \| \| 5.º \| Filippo Zana \| Bardiani CSF Faizanè \| + 42 s \| \| \| 6.º \| Alessandro Monaco \| Bardiani CSF Faizanè \| + 50 s \| \| \| 7.º \| Luca Covili \| Bardiani CSF Faizanè \| + 1 min 17 s \| \| \| 8.º \| Eduardo Sepúlveda \| Androni Giocattoli-Sidermec \| + 1 min 29 s \| \| \| 9.º \| Andrea Garosio \| Bardiani CSF Faizanè \| + 1 min 34 s \| \| \| 10.º \| Davide Rebellin \| Work Service-Marchiol-Dynatek \| + 1 min 42 s \| \| |                   |                               |                  |
| |                   |                               |                  |
| Fuente: ProCyclingStats |                   |                               |                  |
| Clasificación general |                   |                               |                  |
| Ciclista | Ciclista          | Equipo                        | Tiempo           |
| 1.º | Lorenzo Fortunato | Eolo-Kometa                   | 11 h 19 min 56 s |
| 2.º | Merhawi Kudus     | Astana-Premier Tech           | + 2 s            |
| 3.º | Vadim Pronskiy    | Astana-Premier Tech           | + 6 s            |
| 4.º | Giovanni Carboni  | Bardiani CSF Faizanè          | + 17 s           |
| 5.º | Filippo Zana      | Bardiani CSF Faizanè          | + 42 s           |
| 6.º | Alessandro Monaco | Bardiani CSF Faizanè          | + 50 s           |
| 7.º | Luca Covili       | Bardiani CSF Faizanè          | + 1 min 17 s     |
| 8.º | Eduardo Sepúlveda | Androni Giocattoli-Sidermec   | + 1 min 29 s     |
| 9.º | Andrea Garosio    | Bardiani CSF Faizanè          | + 1 min 34 s     |
| 10.º | Davide Rebellin   | Work Service-Marchiol-Dynatek | + 1 min 42 s     |

### Clasificación de la montaña
| Clasificación de la montaña | Clasificación de la montaña | Clasificación de la montaña | Clasificación de la montaña | Clasificación de la montaña |
| Ciclista                    | Ciclista                    | Equipo                      | Puntos                      |                             |
| --------------------------- | --------------------------- | --------------------------- | --------------------------- | --------------------------- |
| 1.º                         | Lorenzo Fortunato           | Eolo-Kometa                 | 10 pts                      |                             |
| 2.º                         | Merhawi Kudus               | Astana-Premier Tech         | 8 pts                       |                             |
| 3.º                         | Vadim Pronskiy              | Astana-Premier Tech         | 6 pts                       |                             |
| 4.º                         | Diego Pablo Sevilla         | Eolo-Kometa                 | 5 pts                       |                             |
| 5.º                         | Giovanni Carboni            | Bardiani CSF Faizanè        | 4 pts                       |                             |
| 6.º                         | Matteo Donegà               | Cycling Team Friuli ASD     | 3 pts                       |                             |
| 7.º                         | Filippo Zana                | Bardiani CSF Faizanè        | 2 pts                       |                             |
| 8.º                         | Mattia Bais                 | Androni Giocattoli-Sidermec | 2 pts                       |                             |
| 9.º                         | Riccardo Verza              | Zalf Euromobil Fior         | 1 pt                        |                             |
| 10.º                        | Leslie Lührs                | Tirol KTM Cycling Team      | 1 pt                        |                             |

### Clasificación de los puntos
| Clasificación por puntos | Clasificación por puntos | Clasificación por puntos      | Clasificación por puntos | Clasificación por puntos |
| Ciclista                 | Ciclista                 | Equipo                        | Puntos                   |                          |
| ------------------------ | ------------------------ | ----------------------------- | ------------------------ | ------------------------ |
| 1.º                      | Elia Viviani             | Italia                        | 56 pts                   |                          |
| 2.º                      | Jakub Mareczko           | Vini Zabù                     | 26 pts                   |                          |
| 3.º                      | Riccardo Bobbo           | Work Service-Marchiol-Dynatek | 22 pts                   |                          |
| 4.º                      | Giacomo Garavaglia       | Work Service-Marchiol-Dynatek | 19 pts                   |                          |
| 5.º                      | Davide Persico           | Colpack-Ballan                | 18 pts                   |                          |
| 6.º                      | Matteo Donegà            | Cycling Team Friuli ASD       | 16 pts                   |                          |
| 7.º                      | Lorenzo Fortunato        | Eolo-Kometa                   | 15 pts                   |                          |
| 8.º                      | Luca Pacioni             | Eolo-Kometa                   | 15 pts                   |                          |
| 9.º                      | Matteo Zurlo             | Zalf Euromobil Fior           | 15 pts                   |                          |
| 10.º                     | Davide Martinelli        | Astana-Premier Tech           | 14 pts                   |                          |

### Clasificación de los jóvenes
| Clasificación del mejor joven | Clasificación del mejor joven | Clasificación del mejor joven | Clasificación del mejor joven | Clasificación del mejor joven |
| Ciclista                      | Ciclista                      | Equipo                        | Tiempo                        |                               |
| ----------------------------- | ----------------------------- | ----------------------------- | ----------------------------- | ----------------------------- |
| 1.º                           | Vadim Pronskiy                | Astana-Premier Tech           | 11 h 20 min 02 s              |                               |
| 2.º                           | Filippo Zana                  | Bardiani CSF Faizanè          | + 36 s                        |                               |
| 3.º                           | Alessandro Monaco             | Bardiani CSF Faizanè          | + 44 s                        |                               |
| 4.º                           | Florian Lipowitz              | Tirol KTM Cycling Team        | + 2 min 07 s                  |                               |
| 5.º                           | Didier Merchán                | Colombia                      | + 2 min 47 s                  |                               |
| 6.º                           | Alejandro Ropero              | Eolo-Kometa                   | + 3 min 38 s                  |                               |
| 7.º                           | Natnael Tesfatsion            | Androni Giocattoli-Sidermec   | + 3 min 44 s                  |                               |
| 8.º                           | Daniel Muñoz                  | Androni Giocattoli-Sidermec   | + 4 min 20 s                  |                               |
| 9.º                           | Andrii Ponomar                | Androni Giocattoli-Sidermec   | + 5 min 20 s                  |                               |
| 10.º                          | Jesús David Peña              | Colombia                      | + 6 min 05 s                  |                               |

### Clasificación por equipos
| Clasificación por equipos | Clasificación por equipos          | Clasificación por equipos | Clasificación por equipos |
| Equipo                    | Equipo                             | Tiempo                    |                           |
| ------------------------- | ---------------------------------- | ------------------------- | ------------------------- |
| 1.º                       | Bardiani CSF Faizanè               | 34 h 01 min 31 s          |                           |
| 2.º                       | Androni Giocattoli-Sidermec        | + 5 min 41 s              |                           |
| 3.º                       | Eolo-Kometa                        | + 12 min 37 s             |                           |
| 4.º                       | Colombia                           | + 13 min 32 s             |                           |
| 5.º                       | Gazprom-RusVelo                    | + 14 min 50 s             |                           |
| 6.º                       | Astana-Premier Tech                | + 22 min 27 s             |                           |
| 7.º                       | General Store Essegibi F.lli Curia | + 28 min 47 s             |                           |
| 8.º                       | Zalf Euromobil Fior                | + 30 min 13 s             |                           |
| 9.º                       | Vini Zabù                          | + 34 min 08 s             |                           |
| 10.º                      | Work Service-Marchiol-Dynatek      | + 35 min 09 s             |                           |

## Evolución de las clasificaciones
| Etapa                   | Vencedor                | Clasificación general | Clasificación de los puntos | Clasificación de la montaña | Clasificación de los jóvenes | Clasificación por equipos |
| ----------------------- | ----------------------- | --------------------- | --------------------------- | --------------------------- | ---------------------------- | ------------------------- |
| 1.ª                     | Elia Viviani            | Elia Viviani          | Elia Viviani                | Diego Pablo Sevilla         | Davide Persico               |                           |
| 2.ª                     | Lorenzo Fortunato       | Lorenzo Fortunato     | Elia Viviani                | Lorenzo Fortunato           | Vadim Pronskiy               | Bardiani-CSF-Faizanè      |
| 3.ª                     | Elia Viviani            | Lorenzo Fortunato     | Elia Viviani                | Lorenzo Fortunato           | Vadim Pronskiy               | Bardiani-CSF-Faizanè      |
| Clasificaciones finales | Clasificaciones finales | Lorenzo Fortunato     | Elia Viviani                | Lorenzo Fortunato           | Vadim Pronskiy               | Bardiani-CSF-Faizanè      |

## UCI World Ranking
La Adriatica Ionica Race otorgó puntos para el UCI World Ranking para corredores de los equipos en las categorías UCI WorldTeam, UCI ProTeam y Continental. Las siguientes tablas muestran el baremo de puntuación y los 10 corredores que obtuvieron más puntos:
| Posición              | 1.º | 2.º | 3.º | 4.º | 5.º | 6.º | 7.º | 8.º | 9.º | 10.º | 11.º | 12.º | 13.º-15.º | 16.º-25.º |
| Clasificación general | 125 | 85  | 70  | 60  | 50  | 40  | 35  | 30  | 25  | 20   | 15   | 10   | 5         | 3         |
| Por etapa             | 14  | 5   | 3   |     |     |     |     |     |     |      |      |      |           |           |
| Líder                 | 3   |     |     |     |     |     |     |     |     |      |      |      |           |           |

| Clasificación |                   |                             |         |       |       |       |
| Posición      | Ciclista          | Equipo                      | General | Etapa | Líder | Total |
| ------------- | ----------------- | --------------------------- | ------- | ----- | ----- | ----- |
| 1.º           | Lorenzo Fortunato | EOLO-KOMETA                 | 125     | 14    | 3     | 142   |
| 2.º           | Merhawi Kudus     | Astana-Premier Tech         | 85      | 5     | -     | 90    |
| 3.º           | Vadim Pronskiy    | Astana-Premier Tech         | 70      | 3     | -     | 73    |
| 4.º           | Giovanni Carboni  | Bardiani-CSF-Faizanè        | 60      | -     | -     | 60    |
| 5.º           | Filippo Zana      | Bardiani-CSF-Faizanè        | 50      | -     | -     | 50    |
| 6.º           | Alessandro Monaco | Bardiani-CSF-Faizanè        | 40      | -     | -     | 40    |
| 7.º           | Luca Covili       | Bardiani-CSF-Faizanè        | 35      | -     | -     | 35    |
| 8.º           | Elia Viviani      | Selección de Italia         | -       | 28    | 3     | 31    |
| 9.º           | Eduardo Sepúlveda | Androni Giocattoli-Sidermec | 30      | -     | -     | 30    |
| 10.º          | Andrea Garosio    | Bardiani-CSF-Faizanè        | 25      | -     | -     | 25    |